# Ганс Клінкгаммер
Ганс Клінкгаммер (нім. Hans Klinkhammer, нар. 23 серпня 1953) — німецький футболіст, що грав на позиції захисника.
Насамперед відомий виступами за «Боруссію» (Менхенгладбах), у складі якої — триразовий чемпіон ФРН і дворазовий володар Кубка УЄФА.

## Ігрова кар'єра
У дорослому футболі дебютував 1972 року виступами за команду клубу «Боруссія» (Менхенгладбах), в якій провів вісім сезонів, взявши участь у 149 матчах чемпіонату. Допоміг їй тричі поспіль виграти чемпіонат ФРН, а також двічі здобути Кубок УЄФА і одного разу Кубок ФРН.
Завершував кар'єру у Другій Бундеслізі — протягом 1980—1982 років грав за «Мюнхен 1860», а згодом у сезоні 1982/83 за «Уніон Золінген».

## Титули і досягнення
- Чемпіон ФРН (3):

«Боруссія» (Менхенгладбах): 1974-1975, 1975-1976, 1976-1977
- Володар Кубка УЄФА (2):

«Боруссія» (Менхенгладбах): 1974-1975, 1978-1979
- Володар Кубка ФРН (1):

«Боруссія» (Менхенгладбах): 1972-1973
- Володар Суперкубка Німеччини (1):

«Боруссія» (Менхенгладбах): 1976